# Dusona castanipes
Dusona castanipes är en stekelart som först beskrevs av Thomson 1887.  Dusona castanipes ingår i släktet Dusona och familjen brokparasitsteklar. Inga underarter finns listade i Catalogue of Life.